# Le Chemin de Damas (film, 1952)
Pour les articles homonymes, voir Le Chemin de Damas.
Pour plus de détails, voir Fiche technique et Distribution.
Le Chemin de Damas est un film français réalisé par Max Glass, sorti en 1952 et en salles en France en 1953.

## Synopsis
Après la mort de Jésus Christ, le Grand Prêtre charge Saül de Tarse de poursuivre les chrétiens et de réprimer les troubles causés par les disciples de Jésus. Saul s'acquitte de cette mission avec cruauté et rien ne l'arrête, pas même l'amitié.

## Fiche technique
- Réalisation : Max Glass, assisté de Maurice Cam
- Scénario, adaptation et dialogues : Max Glass
- Script-girl : Rosy Jégou
- Directeur de la photographie : Eugen Schüfftan
- Coordination des effets spéciaux : Nicolas Wilcké
- Décors : Guy de Gastyne
- Costumes : Lucien Poly
- Maquillage : Pierre Pierromax
- Ingénieur du son : Robert Teisseire
- Montage : André Gaudier
- Musique : Marius Constant
- Directeur de production : Maurice Saurel
- Sociétés de production : Films Max Glass, Les Films Fernand Rivers
- Société de distribution : Les Films Fernand Rivers
- Tournage : du 3 juin 1952 au 1er août 1952 aux Studios de Joinville
- Pays d'origine :  France
- Langue : Français
- Format : Noir et blanc - 1,37:1 - 35 mm - Son mono
- Genre : Drame
- Durée : 108 min
- Visa d'exploitation en France N° 12917 (certificat : Tous publics)
- Date de sortie : 
  - France : 5 décembre 1952 / 4 février 1953 (sortie nationale)
  - Allemagne de l'Ouest : 11 décembre 1952

## Distribution
- Michel Simon : Caïphe, le grand-prêtre
- Antoine Balpêtré : Gamaliel
- Roger Hanin : un disciple
- Georges Vitray : le chef de la police
- Darling Légitimus
- Christiane Lénier : Déborah
- Jean-Marc Tennberg : Saül de Tarse
- Maurice Teynac : Le Christ
- Jacques Dufilho : Pierre
- Claude Laydu : Étienne, un jeune chrétien
- Line Noro : la mère d'Etienne
- François Chaumette : Barnabé
- Roger Coggio
- Guy Mairesse
- Willy Braque
- Gérard Buhr
- Monique Defrançois
- Paul Demange
- Marcelle Féry : la femme qui crie
- Françoise Goléa
- Alexandre Mihalesco
- Pierre Moncorbier
- Jacques Morlaine
- Nathalie Nerval : Magdala
- Pierre Palau
- Joseph Palau-Fabre
- Rivers Cadet
- Alain Stume
- François Vibert
- Charles Vissières : le vieux
- Jean Yanne : un figurant (non crédité)